# 발렌시아 공항

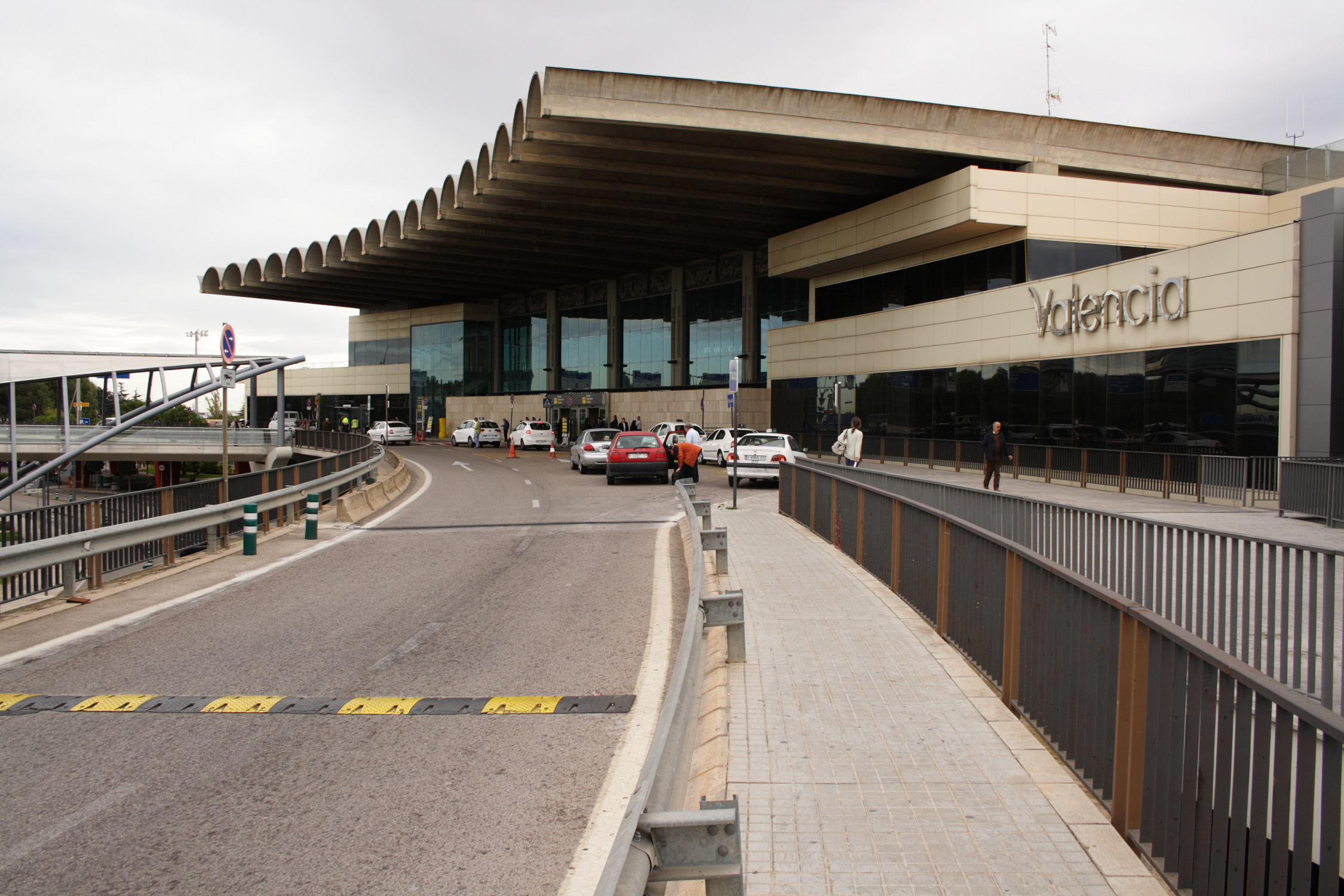

발렌시아 공항(Valencia Airport, Aeropuerto de Valencia, Aeroport de València, IATA: VLC, ICAO: LEVC) 또는 마니세스 공항은 승객 수 면에서 10번째로 분주한 스페인 공항이며 면적 면에서는 알리칸테 엘체 공항에 이어 2번째로 분주한 공항이다. 마니세스에 위치해 있으며 스페인 발렌시아시에서 서쪽으로 8킬로미터 지점에 위치해 있다. 이 항공은 약 20군데의 유럽 국가와 비행편을 연결하며 8,530,000명의 승객이 2019년 이 공항을 통과하였다.